# موش‌گوزن فلوریدا
موش‌گوزن فلوریدا (نام علمی: Floridatragulus) نام یک سرده از تیره شتران است.